# سیارک ۲۱۷۱۱
سیارک ۲۱۷۱۱ (به انگلیسی: 21711 Wilfredwong، نامگذاری:1999RE95) بیست و یک هزار و هفتصد و یازدهمین سیارک کشف شده‌است که در ۷ سپتامبر ۱۹۹۹ کشف شد.
قدر مطلق سیارک برابر ۱۵.۵ است.